# Realitatea Plus
Realitatea TV est une chaîne de télévision roumaine privée lancée en 2001, puis fermée pour banqueroute et rouverte en 2019 avec le nom de Realitatea Plus.